# 二子橋
二子橋（ふたごばし、ふたこばし）は、多摩川及び並行する支流の野川に架かる道路橋の一つ。国道246号（旧道）の橋で、野川と多摩川の合流部に近い場所に位置する。
また、新二子橋（しんふたごばし、しんふたこばし）は、二子橋のバイパスとして二子橋の上流側に架けられた、同じく多摩川および野川に架かる国道246号の道路橋。本稿では新二子橋についても記す。
二子の渡し（ふたごのわたし）についても本稿で記述。#二子の渡しを参照。

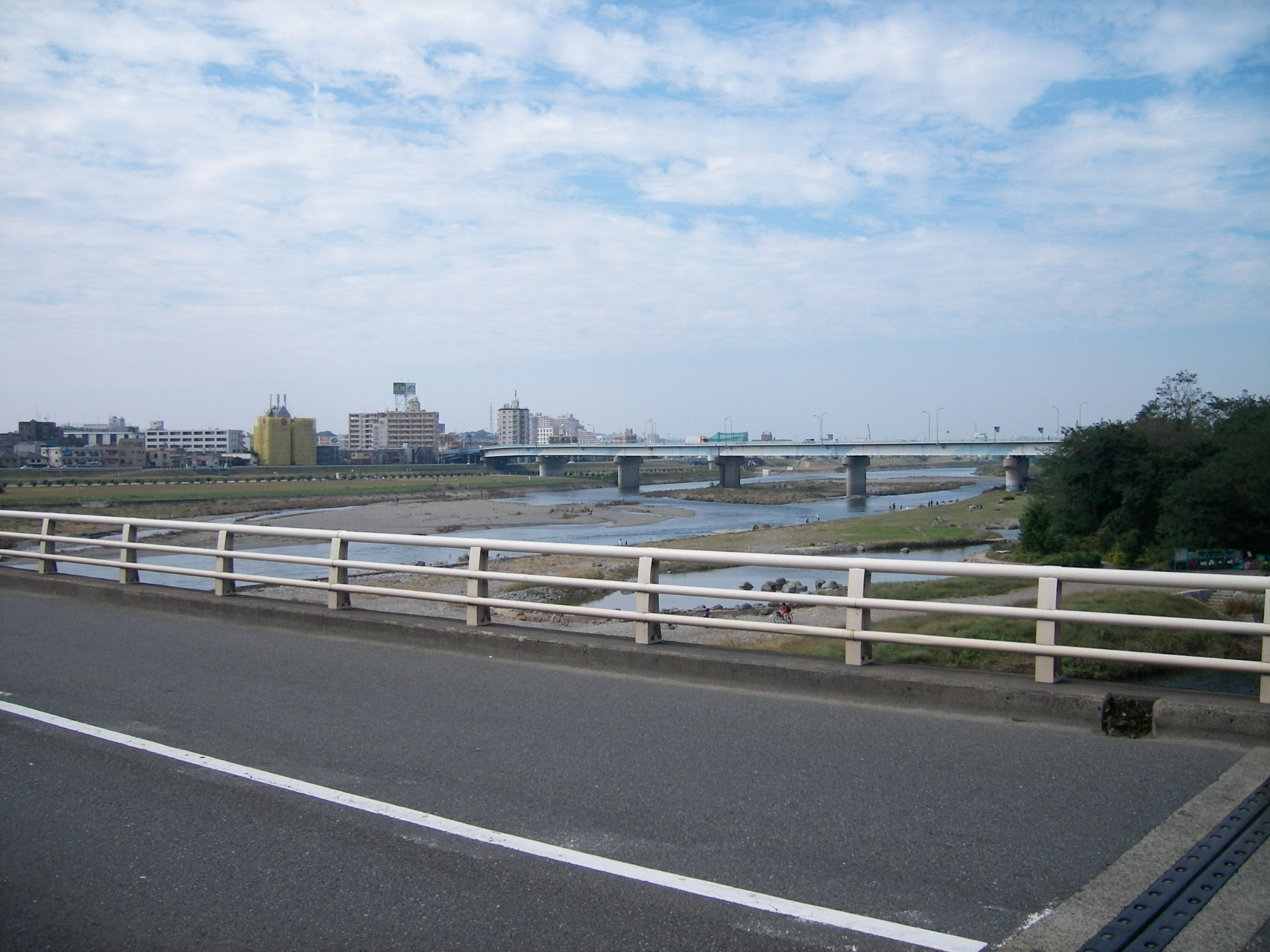
二子玉川駅近くの二子橋から上流の新二子橋を見る。両橋の間の河川敷が兵庫島公園。

## 二子橋

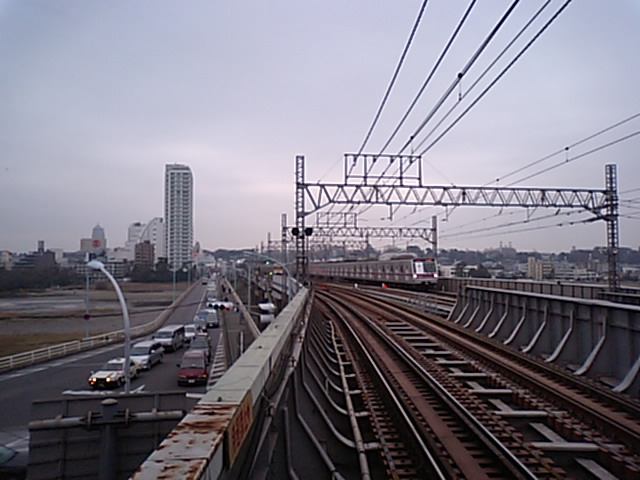
東急田園都市線二子新地駅ホームから見る二子橋（左）と二子橋梁。このように並行している。

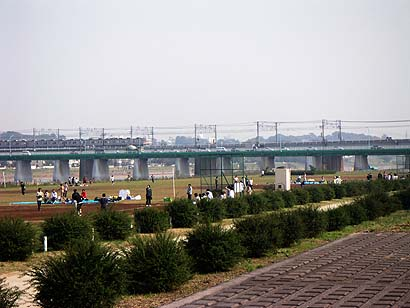
二子橋と東急田園都市線二子橋梁（右岸＝川崎側より下流を望む）

二子橋は片側1車線の道路橋。歩道は下流側にのみある。東京都側（東詰）は橋を渡ってすぐの場所にある二子玉川交差点で多摩堤通り・駒沢通りと接続する。神奈川県側（西詰）は多摩沿線道路・大山街道（溝口大通り、旧国道246号で国道指定が解除された部分）に接続する。
都道・県道を経て1956年（昭和31年）に国道246号に指定されている。東京・横浜バイパスの開通後も橋とバイパスへの接続道路の区間のみは国道指定がなされている（国交省管理の指定区間からは外れ東京都管理となっている）。
1927年（昭和2年）から1966年（昭和41年）までは、電車（玉電→東急大井町線→東急田園都市線）と歩行者、自動車等が併用する鉄道道路併用橋であった。
なお、西詰では多摩沿線道路川崎駅方面からの進入はできない。
※以下は国土交通省京浜河川事務所公表情報より。
- 橋種 : 道路橋
- 位置
  - 左岸 : 17.8k＋13m
  - 右岸 : 17.8k＋20m
- 地先名
  - 左岸 : 東京都世田谷区玉川三丁目
  - 右岸 : 神奈川県川崎市高津区瀬田（現在の二子一丁目）
- 構造
  - 橋長 : 440.016m
  - 幅員 : 11.100m
- 桁構造形式 : 非合成単純鈑桁橋
- 竣工年月日 : 1925年（大正14年）7月

## 新二子橋
東京・横浜バイパスの一部を構成し、現在は国道246号のメインルートになっている。
新二子橋の左岸は高架橋（玉川高架橋）に直結し、さらに瀬田交差点付近の二子橋からの旧道との合流部を介して瀬田交差点の下を通過する立体交差へと通じている。玉川三丁目付近には地上に降りるランプが建設されており、歩行者・自転車は地上に降りることができるが、地上の道路整備が行われていないため車道は閉鎖されている。そのため、自動車は瀬田交差点付近の側道との合流部まで地上に降りることはできない。
神奈川県側から二子玉川駅前の繁華街に向かう車が二子橋に集中して渋滞を引き起こすことがあるが、新二子橋経由でも瀬田交差点で転回して二子玉川駅前へ出ることが可能である。
国道は玉川髙島屋の上空を通過している。
なお、新二子橋の車線は軽車両通行止になっているが、自転車については下流側の歩道を走ることができる。
- 路線名 : 国道246号

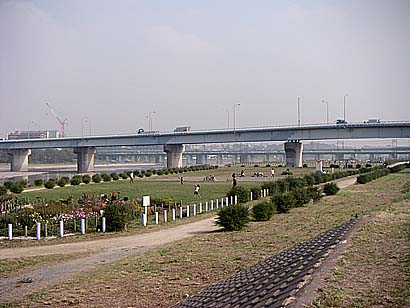
国道246号新二子橋（右岸＝川崎側から下流を望む）

※以下は国土交通省京浜河川事務所公表情報より。
- 橋種 : 道路橋
- 位置
  - 左岸 : 18.0k +53m
  - 右岸 : 18.2k +94m
- 地先名
  - 左岸 : 東京都世田谷区玉川三丁目
  - 右岸 : 神奈川県川崎市高津区久地字東耕地（現在の久地二丁目）
- 構造
  - 橋長 : 577.900m
  - 幅員 : 33.300m
- 桁構造形式 : 単純鋼鈑桁橋
- 竣工年月日 : 1974年3月（※供用開始は1978年（昭和53年）6月30日。）

## 歴史

### 二子の渡し
江戸時代、幕府は多摩川を江戸防衛の最前線と位置づけていたため、長い間架橋を制限していた。そのため、古来よりこの地を通っていた大山街道は、大正時代まで渡し舟である「二子の渡し」（ふたごのわたし）が結んでいた。この渡し舟は、人を渡す舟はもちろん、馬や荷車を渡す大型の舟も用意されていた。江戸時代中期から、橋ができる1925年（大正14年）まで、二子村と瀬田村(現在の世田谷区瀬田)が村の仕事として渡し舟を運行していた。
多摩川には各所に渡し舟があり、江戸とを行き来する農民に多く利用されていた。農民は多摩川沿いや多摩丘陵で採れた野菜や炭などを江戸へ運び、その折に契約している地域や家を訪ねて下肥を集め、運んで帰ったという。このため江戸には下水道がないにもかかわらず公衆衛生の水準は高く、資源の循環型社会を実現していた。
また、二子の渡しは街道筋であるため、それら農民に加えて行商人や、江戸中期以降盛んになった大山詣での参拝客にとっても大切な足として機能していた。
一方、かつて暴れ川とも呼ばれた多摩川の水かさによっては、人々は両岸で何日も足止めされることも少なくなかったという。そのため、渡し場の周りには茶屋や食事処、宿屋などが集まり、二子・溝口宿は街道沿いの宿場町として発展した。
多摩川はその流路を度々変えたため、二子の渡しもその場所が度々変わったといわれる。かつては二子神社・兵庫島付近に渡し場があったとも言われているが、明治以降は現在二子橋が架けられている場所よりも少し下流（野川合流点付近）の瀬田地先が渡し場跡であった。
1876年（明治9年）1月当時の渡し賃は以下の通り。
- 一人で渡る者 3厘
- 馬一頭とそれを引く者 9厘
- 荷車とそれを引く者 9厘

### 二子橋架橋と玉電

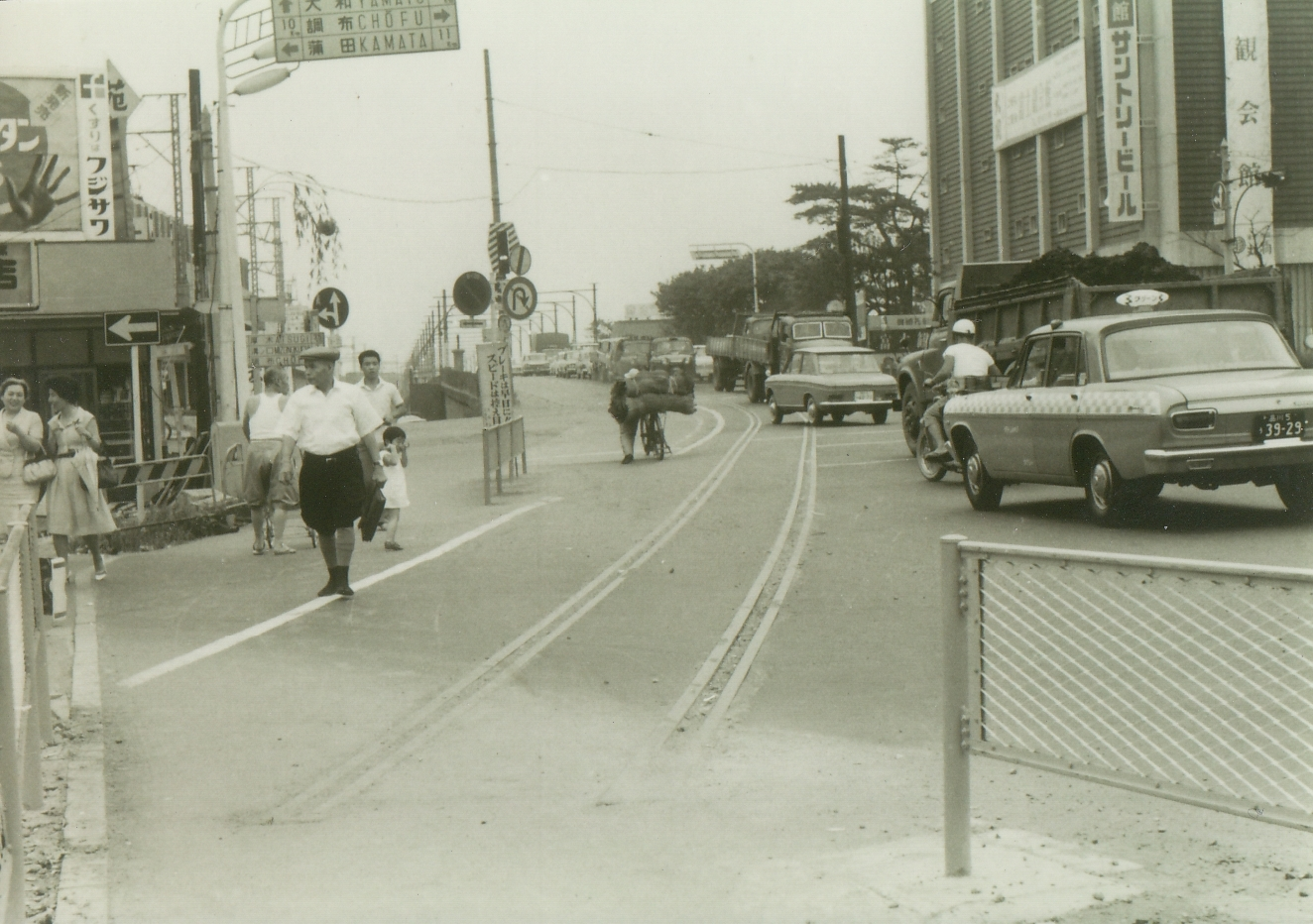
昭和40年代 二子橋の鉄道軌道跡

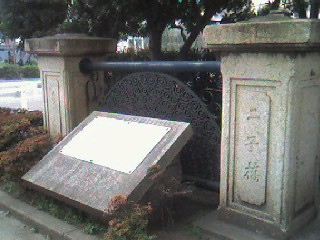
「二子橋親柱」。新二子橋の橋脚脇（玉川4丁目公園内）に移設保存されている。大正年間に用いられたもの

1923年（大正12年）9月に発生した関東大震災の折、救援物資や復興物資の輸送のため、多摩川架橋の必要性は高まった。また、在京の陸軍部隊が多摩丘陵や相模原で演習をする際に不可欠な兵員・物資の輸送のため、多摩川の架橋実現には陸軍省の働きかけが強かった。橋の名前でも議論があり、東京側では「多摩橋」、神奈川県側は「二子橋」を主張していた。二子橋建設時には、玉川電気鉄道（当時）が建設費の3割弱を出資して利用権を得、東京府、神奈川県、高津村との四者4分の1ずつを負担し、総額36万円で完成した。架橋した際に橋上に軌道（橋上では単線）を敷設したことにより、玉川（現・二子玉川） - 溝口（現・溝の口）までの玉電溝ノ口線が開通した。
以降、二子橋は1927年（昭和2年）から1966年（昭和41年）まで、玉電（→東急大井町線・東急田園都市線）と歩行者、自動車等が併用する鉄道道路併用橋であった。
しかし、年々増加する自動車交通と鉄道の双方が二子橋を共用することは困難となり、1964年には電車と大型トラックの衝突事故も発生した。そのため鉄道専用橋が建設されることになり、1966年4月1日に田園都市線が長津田駅まで延伸されるのを機に、鉄道は専用橋（二子橋梁）に移された。

### 国道指定と新二子橋架橋
大山街道は、東京都西部ならびに神奈川県中央部を結ぶ主要道路と位置づけられ、二子橋が架橋されて以降、交通量が増加した。
1920年（大正9年）に神奈川県道1号東京厚木線に指定された大山街道は、
昭和戦後に主要地方道東京厚木線に指定され、
1956年（昭和31年）に国道246号に指定された後に再整備され、1968年（昭和43年）3月に輸送力に限界があった近隣の旧道とは別にバイパス道路を建設することとなり、そのバイパスの一環として新たに車道片側2車線の新二子橋が、二子橋より 200 mほど上流に別途架橋され1978年（昭和53年）6月に開通した。

## 周囲の橋
- 多摩川
  - （上流）- 小田急小田原線多摩川橋梁 - 東名多摩川橋 - 新二子橋 - 二子橋 - 東急田園都市線二子橋梁 - 多摩川橋（第三京浜道路） - （下流）
- 野川
  - （上流） - 野川水道橋 - 吉沢橋 - 新二子橋 - 兵庫橋 - 二子橋 - 東急田園都市線二子橋梁 - 多摩川に合流（下流）